# Верхличи
Верхличи — село в Красногорском районе Брянской области России. Входит в состав Любовшанского сельского поселения.

## География
Село находится в западной части Брянской области, в зоне хвойно-широколиственных лесов, в пределах восточной окраины Полесской низменности, к востоку от автодороги 15К-1501, на расстоянии примерно 10 километров (по прямой) к юго-западу от посёлка городского типа Красная Гора, административного центра района. Абсолютная высота — 146 метров над уровнем моря.

### Климат
Климат характеризуется как умеренно континентальный. Среднегодовая многолетняя температура воздуха составляет 10 °С. Средняя температура воздуха самого тёплого месяца (июля) — 23,9 °C (абсолютный максимум — 32 °C); самого холодного (января) — −3,8 °C (абсолютный минимум — −25 °C). Безморозный период длится в среднем 170—190 дней. Среднегодовое количество атмосферных осадков составляет 550—600 мм.

### Часовой пояс
Село Верхличи, как и вся Брянская область, находится в часовой зоне МСК (московское время). Смещение применяемого времени относительно UTC составляет +3:00.

## История
Верхличи (устаревшее Версличи) упоминается с начала XVIII века как деревня, владение Киево-Печерской лавры, в составе Попогорской волости (на территории Новоместской сотни Стародубского полка); казачьего населения не имело. С 1782 по 1921 в Суражском уезде (с 1861 в составе Поповогорской волости); в 1921-1929 в Клинцовском уезде (та же волость, с 1922 - Красногорская). Приход церкви Рождества Христова с 1864 до 1928 (деревянная, сгорела). С 1919 по 2005 - центр Верхличского сельсовета. В середине XX века - колхоз "Непобедимый". СХПК "Северный" и "Южный".

## Население
| 2010 | 2013 |
| ---- | ---- |
| 378  | ↘375 |

### Национальный состав
3000 человек (1926), в национальной структуре населения русские составляли 98 % из 448 человек (2002).